# АТР 72
АТР 72 (фр. Avions de transport régional - ATR 72) је путнички авион, са турбо-елисним погоном. Производи се у Француској. Авионом управља двочлана посада. АТР 72 је првенствено намењен за регионални саобраћај. ЈАТ је у својој флоти имао пет авиона типа АТР 72-200.

## Развој
АТР 72 је развијен од АТР 42. У односу на свог претходника 72 има продужени труп за 4.5m, већу површину крила, јаче моторе и прикладно повећан простор за складиштење горива (за око 10%). Производња АТР 72 је најављена 1986.
Први лет је обављен 27. октобра 1988. Тачно годину дана касније АТР 72 је уведен у комерцијалну употребу, а први комерцијални лет је обавила компанија Финер 
До јануара 2007. испоручено је укупно 323 авиона АТР 72. За сада је наручено још 113 авиона.

## Варијанте

### АТР 72—200
72-200 је прва производна верзија АТР-а 72. Опремљен је моторима PW124B који имају 2.400 коњских снага на замајцу.

### АТР 72—210 (212)
АТР 210 је верзија са нешто јачим моторима од 2.750 кс.

### АТР 72—500 (210/212)
Првобитно назван 210A, АТР 72-500 је усавршена верзија АТР 72-210. Подигнут је ниво аутоматизације авиона, а мотори на 72-500 имају пропелере са 6 кракова.

### Друге варијанте
АТР је током 2002. представио карго верзију која је ушла у флоте ДХЛ УПС-а и других компанија.. АТР 72-500 се нуди и у VIP варијанти са знатно опремљенијом кабином прилагођеном потребама богатих и пословних путника.

## Спецификације ЈАТ-овог АТР 72—200
Спецификације
- Дужина: 27,16
- Размах крила: 27,05
- Број седишта: 66
- Брзина крстарења: 510
- Висина крстарења: 7.600

## Компаније са више АТР 72 у својој флоти
- Aer Arann (9)
- Aero Airlines (7)
- Ер Доломити (8)
- Airlinair (7)
- Air Nostrum (7)
- Alitalia Express (10)
- American Eagle Airlines (39)
- Atlantic Southeast Airlines (12)
- Bangkok Airways (9)
- Binter Canarias (13)
- Eurolot (8)
- Jet Airways (8)
- Mount Cook Airline (11)
- Olympic Airlines (7)
- TransAsia Airways (10)
- Trip Linhas Aéreas (6)
- Vietnam Airlines (9)
- Kingfisher Airlines (10)
- Air Serbia (4)